# Удавана простачка
«Удавана простачка», або «Уявна простачка» (італ. La finta semplice) — опера буфа на 3 дії Вольфганга Амадея Моцарта, італійське лібрето Карло Гольдоні в обробці М. Кольтелліні.
Написана близько 1768 року, коли авторові виповнилося 12 років, на замовлення австрійського імператора Йосифа II, але через інтриги придворних музикантів у Відні поставлена не була. Прем'єра відбулась у Зальцбурзі у травні 1769 року. На довгі роки твір юного музиканта було забуто, і знову опера повернулася на сцену лише в 1921 році, коли була поставлена в Карлсруе в редакції А. Рудольфа (німецькою мовою).
Лібрето Гольдоні було написано для однойменної опери С. Перілло (1764).

## Дійові особи та перші виконавці
| Дійова особа                        | Співочий голос | Прем'єра, 1 травня 1769 (диригент) | Передбачувані виконавці, 1768 (Відень) |
| ----------------------------------- | -------------- | ---------------------------------- | -------------------------------------- |
| Фракассо, угорський офіцер          | тенор          | Йозеф Мейсснер                     | Філіппо Лаші                           |
| Розіна, його сестра, баронеса       | сопрано        | Марія Магдалена Гайдн              |                                        |
| Дон Кассандро, скупий дворянин      | бас            | Йозеф Хорнунг                      | Франческо Каратоллі                    |
| Дон Полідоро, його тупуватий братик | тенор          | Антон Франц Шпитцедер              |                                        |
| Джачінта, їх сестра                 | мецо-сопрано   | Марія Анна Браунхофер              |                                        |
| Сімоне, сержант, один Фракассо      | бас            | Фелікс Вінтер                      |                                        |
| Нінетта, служниця                   | сопрано        | Марія Анна Феземайер               | Антонія Вагерль Бернасконі             |

## Сюжет
Молодий угорський офіцер Фракассо і його сержант Сімоне стали на постій в маєтку барона Кассандро. Барон і його брат, тупуватий Полідоро, — закоренілі жінконенависники. Ця обставина мало турбувала б Фракассо і Сімоне, якщо б вони не закохалися: перший — в прекрасну Джачінту, сестру господарів, а другий — у їх служницю Нінетту. Обидва холостяки і чути не хочуть про шлюб. Фракассо вдається до хитрощів: він запрошує свою сестру, чарівну Розіну, яка зваблює обох братів. Колишні жінконенависники влаштовують один одному сцени ревнощів, і пристрасть їх все розгорається, тим не менш вони не дають згоди на шлюб сестри з Фракассо. Тоді Джачінта і Нінетта тікають, прихопивши з собою всі коштовності. Зубожілі брати в розпачі обіцяють видати дівчат за тих, хто відшукає втікачок. Їх «відшукали» Фракассо і Сімоне. Все закінчується весіллям.

## Музика
Грубувата і досить цинічна комедія (результат обробки тексту, зроблений Кольтелліні) втілена юним Моцартом в музиці, повної вишуканості та чарівності. Особливо вдалася йому роль Розіни. Незважаючи на нерівність партитури, умовність деяких прийомів, це твір свідчить про виявлення геніального обдарування. Невипадково заздрісні віденські музиканти, побоюючись суперництва, намагалися перешкодити постановці опери.

### Список музичних номерів
- Дія 1:

Сцена 1: № 1 Хор: «Bella cosa e far l'amore» (Джачінта, Нінетта, Фракассо, Сімоне)
Сцена 1: № 2 Арія: «Troppo briga a prender moglie» (Сімоне)
Сцена 2: № 3 Арія: «Marito io vorrei» (Джачінта)
Сцена 3: № 4 Арія: «Non c'e al mondo altro che donne» (Кассандро)
Сцена 3: № 5 Арія: «Guarda la donna in viso» (Фракассо)
Сцена 4: № 6 Арія: «Colla bocca, e non col core» (Розіна)
Сцена 5: № 7 Арія: «Cosa ha mai la donna indosso» (Полідоро)
Сцена 6: № 8 Арія: «Ella vuole ed io vorrei» (Кассандро)
Сцена 7: № 9 Арія: «Senti l'eco, ove t'aggiri» (Розіна)
Сцена 8: № 10 Арія: «Chi mi vuol bene, presto mel dica» (Нінетта)
Сцена 9: № 11 Finale: «Dove avete la creanza?» (всі 7 по черзі)

....................Tutti: «Dunque a pranzo in compagnia» (всі 7)
- Дія 2

Сцена 1: № 12 Арія: «Un marito, donne care» (Нінетта)
Сцена 2: № 13 Арія: «Con certe persone Vuol essere bastone» (Сімоне)
Сцена 3: № 14 Арія: «Se a martarmi arrivo» (Джачінта)
Сцена 5: № 15 Арія: «Amoretti,che ascosi qui siete» (Розіна)
Сцена 6: № 16 Арія: Ubriaco non son io» (Кассандро)
Сцена 6: № 17 Арія: «Sposa cara, sposa bella» (Полідоро)
Сцена 7: № 18 Арія: «Ho sentito a dir da tutte» (Розіна)
Сцена 8: № 19 Duetto: «Cospetton, cospettonaccio!» (Кассандро, Фракассо)
Сцена 11: № 20 Арія: «In voi, belle, e leggiadria» (Фракассо)
Сцена 13: № 21 Finale: «T'ho, detto, buffone» (6 окрім Джачінти)

......................Tutti: «Venga prestissimo, Venga quel giorno» (6 окрім Джачінти)
- Дія 3

Сцена 1: № 22 Арія: «Vieni, vieni, oh mia Нінетта» (Сімоне)
Сцена 1: № 23 Арія: «Sono in amore» (Нінетта)
Сцена 2: № 24 Арія: «Che scompiglio, che flagello» (Джачінта)
Сцена 2: № 25 Арія: «Nelle guerre d'amore Non val sempre il valore» (Фракассо)
Сцена 5: № 26 Finale: «Se le pupille io giro» (Розіна, Полідоро, Кассандро)
Сцена 6 (scena «ultima) Ensemble: «Nozze, nozze, evviva, evviva» (всі 7)

…………………………………...Tutti: «E inutile adesso di far piu lamenti» (всі 7)

## Дискографія
Виконавці представлені в наступному порядку: Фракассо/Розіна/Кассандро/Полідоро/Джачінта/Сімоне/Нінетта.
CD
- T. Moser/H. Donath/R. Holl/A. Rolfe-Johnson/T. Berganza/R. Lloyd/J. R. Ihloff, Mozarteum Orchester Salzburg, con. Leopold Hager, 1983. Orfeo

- H. P. Blochwitz/B. Hendricks/S. Lorenz/D. Johnson/A. Murray/E. Lind, Orchestra de Camera C. P. E. Bach, con. Peter Shreier, 1990. Philips

DVD
- J. Ovenden/M. Hartelius/J. Wagner/M. Klink/M. Comparato/M. Turk/S. Moi, Camerata Salzburg, con. Michael Hofstetter, 2006. Deutsche Grammophon

## Використана література
- Гозенпуд А. Оперный словарь. — СПб., 2005.